# Джугджур
Джугджу̀р (на руски: Джугджур) е планински хребет в Далечния Изток, разположен в северната част на Хабаровски край, Русия.
Простира се от югозапад на североизток, като леко изпъкнала на югоизток дъга на протежение от 700 km, покрай северозападния бряг на Охотско море. На югоизток стръмно се спуска към брега на Охотско море, на северозапад плавно се понижава към Юдомо-Майската планинска земя, на югозапад, в района на изворите на река Учур се свързва със Становия хребет, а на североизток завършва до долината на река Амка (ляв приток на Уля). Преобладаващите височини са от 800 до 1200 m, максимална – връх Топко 1906 m (57°03′47″ с. ш. 137°19′38″ и. д. / 57.063056° с. ш. 137.327222° и. д.).
Хребетът е образуван от нови асиметрични издигания, като полегатите западни склонове с долините на реките от басейна на Алдан рязко се отличават от дълбоко разчленените и стръмни приморски склонове. Югозападните му части са изградени от гнайси и гранити с къснодокамбрийска възраст, а на североизток шистите и варовиците наслоили се през мезозоя са препокрити от мощна кора от лави и туфи с кредна и палеогенна възраст. Стръмните крайбрежни вериги са обособени от дълбоката и успоредна долина на река Уля и са силно овлажнени.
Климатът е умерено студен, мусонен със сурова зима. Хребета Джугджур е вододел на реките оттичащи се към басейните на Северния Ледовит океан и Тихия океан. От него на запад водят началото си множество леви притоци на река Мая (десен приток на Алдан, която е десен приток на Лена) – Мати, Северен Уй, Батомга, Маймакан и др. Реките, вливащи се в Охотско море са къси, бурни, с множество прагове и водопади, като най-големи са Уля, Тукчи, Алдома, Лантар, Киран и др.
По склоновете, обърнати към студеното крайбрежие на Охотско море има редки гори от кедров клек, а на височина до 1300 m е развита охотската планинска тайга с преобладаващ вид аянския смърч. Западните склонове са покрити със светла иглолистна тайга от даурска лиственица. Билата са обрасли с кедров клек (Pinus pumila), а голите зъбчати върхове – свидетели на древно заледяване са покрити с планинска тундра.
Районът на планината е много рядко населен, като само по крайбрежието има няколко села, най-голямо от които е Аян.
Хребета Джугджур е открит от руския първопроходец Иван Москвитин през 1639 г. по време на пътешествието си от Якутск към бреговете на Охотско море. От 1849 до 1852 г. в Далечния изток работи руска военна експедиция възглавявана от Николай Християнович Ахте. Участниците в нея Николай Меглицки (геолог и минен инженер) и топографът Степан Василиевич Крутив извършват първите научни изследвания и топографски картирания на крайбрежната част на хребета. През 1897 г. полският геолог на руска служба Карл Богданович изследва и картира южните му части.